# Anamalaia
Anamalaia és un gènere monotípic d'arnes de la família Crambidae. Conté només una espècie, Anamalaia nathani, que es troba a l'Índia.